# Derwix Mehmed Paixà
Derwix Mehmed Paixà (o Derviş Mehmet Paşa, segons la grafia moderna en turc) (1585-1655) fou un gran visir otomà, d'origen circassià.
Fou ketkhuda del gran visir Tabani Yassi Mehmed Pasha (1632-1637) i va participar en la campanya d'Erevan (1635) contra els perses; després fou beglerbegi de Damasc (1636-1637), de Diyarbakr (1638-1639), de Bagdad (1639-1642) rebent llavors el rang de visir, d'Alep (1642-?), d'Anadolu, de Silistra, de Bòsnia i altre cop de Silistra el 1649 amb funcions especials per la defensa dels Dardanels contra els venecians. Va tornar a governar Anadolu el 1651 i fou encarregat de defensar Brusa contra els rebels djalalis. El 1652 fou nomenat Kapudan Paixà i el febrer del 1653 gran visir, càrrec que va conservar fins a l'octubre de 1654, quan va ser destituït en quedar paralític. Va morir el 13 de gener de 1655.